# アルバレス クラロ市営スタジアム
アルバレス・クラロ市営スタジアム（Estadio_Municipal_Álvarez_Claro）は、スペインのメリリャにあるスタジアム。

## 概要
観客収容人数は1万人。大きさは106m×65m。現在はUDメリリャのホームスタジアムとなっている。

## 歴史
1945年9月29日、当時のメリリャ市長であり、コルテス・ジェネラルズのメンバーであり、1947-48シーズンにはユニオン・デポルティーバ・メリャの会長であり、後に名誉会長となったラファエル・アルバレス・クラーロによって設立された。チームは1949-50シーズンに2部リーグに昇格した。

## 重要なイベント
- 2015年コパ・デ・ラ・レイナ・デ・フットボル：2015年5月、準決勝はアトレティコ・マドリード・フェミナスとスポルティング・クラブ・デ・ウエルバ、FCバルセロナ・フェメニーノとバレンシア・フェミナス・クラブ・デ・フットボールの間で行われた。決勝戦は5月17日に行われ、スポルティング・クラブ・デ・ウエルバが2-1でバレンシア・フェミナス・クラブ・デ・フットボールを下した。これによって、スポルティング・クラブ・デ・ウエルバは歴史上初めて、国内タイトルの獲得に成功した[3]。